# Tlell
Tlell är en ort i Kanada.   Den ligger i North Coast Regional District och provinsen British Columbia, i den sydvästra delen av landet, 4 000 km väster om huvudstaden Ottawa. Tlell ligger 10 meter över havet och antalet invånare är 179.
Terrängen runt Tlell är platt. Havet är nära Tlell åt sydost. Trakten är glest befolkad.